# Christian Skeel (embedsmand)
 Der er flere personer med dette navn, se Christian Skeel.
Holger Frederik Christian Skeel (født 30. oktober 1862 i København, død 25. januar 1936 sammesteds) var en dansk embedsmand.
Han var søn af kammerherre Holger Skeel og Dorothea Henriette født Jensen, blev 1881 student, 1888 cand.jur., 1889 assistent i Landsover- samt Hof- og Stadsretten, 1890 kammerjunker, 1894 protokolfører i Landsoverretten og var kontorchef ved samme fra 1915 til 1919. Han var Storsire for Odd Fellow Ordenen fra 1924.
Skeel arvede Det Skeel'ske Majorat, var administrator af Det Skeel'ske Fideikommis og blev patron for Roskilde adelige Jomfrukloster. 25. april 1919 blev han Ridder af Dannebrog og 30. juni 1928 Dannebrogsmand. Han bar også udenlandske ordener.
Skeel blev gift første gang 9. maj 1890 i København med Anna Louise Ida Møller (13. november 1863 i København - 13. november 1894 sammesteds). I andet ægteskab ægtede Skeel 20. juni 1902 på Dragsholm Malvina Elisabeth Charlotte de Falsen baronesse af Zytphen-Adeler (1. august 1871 på Dønnerup (Benzonslund) - 2. maj 1952 i København), datter af lensbaron Frederik Zytphen-Adeler og hustru.